# Ludwig Feuerbach
Ludwig Andreas Feuerbach (/ˈfɔjerbak/; in tedesco [ˈluːtvɪç anˈdʁeːas ˈfɔʏɐbax]; Landshut, 28 luglio 1804 – Norimberga, 13 settembre 1872) è stato un filosofo e storico delle religioni tedesco, tra i più influenti critici della religione ed esponente della sinistra hegeliana.

## Biografia
Ludwig Feuerbach nacque il 28 luglio 1804 a Landshut, in Baviera, nella numerosa famiglia protestante di Paul Johann Anselm Ritter von Feuerbach (1775-1833), giurista eminente e professore di diritto a Jena e a Kiel che, con la scomparsa dalla scena politica europea di Napoleone, mise da parte i suoi trascorsi progressisti e nel 1814 fu nominato presidente della Corte di Appello di Bamberga e nel 1817 di quella di Ansbach. Non approvò mai la scelta di Ludwig di dedicarsi alla filosofia, a differenza della madre, Eva Wilhelmine Tröster (1774-1852), che vantava ascendenti nobili, imparentati con il duca Ernesto Augusto I di Sassonia-Weimar ed era seconda cugina del granduca Carlo Augusto di Sassonia-Weimar-Eisenach.
Dei quattro fratelli di Ludwig, Joseph Anselm (1798-1851) diventerà archeologo e sarà padre dell'importante pittore, amante degli ideali classici e dell'Italia, Anselm Feuerbach, Edward (1803-1843) seguirà le orme del padre, ottenendo la cattedra di diritto a Erlangen, Karl (1800-1834) coltiverà gli studi matematici con successo, tanto da scoprire il teorema che porta il suo nome, mentre il fratello minore Friedrich Heinrich (1806-1880), studente di indologia e sanscrito con Friedrich Rückert, Christian Lassen e August Wilhelm Schlegel, diventerà un valido filologo. Delle tre sorelle, Leonore ed Elisa condussero una vita anonima, mentre Helene studiò e insegnò musica nel Regno Unito e in Francia per poi trasferirsi definitivamente in Italia, dove rimase fino alla morte.
In un ambiente familiare che privilegiava lo studio ma anche la fede e l'osservanza religiosa, Ludwig, dopo aver concluso, il 7 settembre 1822, il ginnasio ad Ansbach, fu incoraggiato dal professore di teologia, l'hegeliano Carl Daub, a frequentare nel 1823 la facoltà di teologia di Heidelberg, ma Feuerbach si rese subito conto che quella disciplina - e le lezioni condotte dal teologo Heinrich Paulus - non concordava con le esigenze del suo spirito. Attratto dal successo delle lezioni che Hegel teneva a Berlino, s'iscrisse nel 1824 in quella Università, seguendovi i corsi di logica, di metafisica e di filosofia della religione tenuti da Hegel: «Bastò che per un semestre seguissi le sue lezioni e la mia testa e il mio cuore furono rimessi sulla loro via; io seppi ciò che dovevo e volevo: non teologia, ma filosofia! Non vaneggiare e fantasticare, ma imparare! Non credere, ma pensare!».
Abbandonata così la teologia, nell'aprile del 1825 s'iscrisse alla facoltà di filosofia e l'anno dopo, per la necessità di contenere le spese del suo mantenimento, proseguì gli studi in Baviera, a Erlangen, nella cui Università, nel giugno del 1828, ottenne la laurea, discutendo la tesi, di stretta ortodossia hegeliana, De ratione, una, universali, infinita: la ragione è una sola, universale ed infinita e in essa si risolve la coscienza del singolo. Egli inviò anche la dissertazione a Hegel, accompagnata da una lettera nella quale espose la sua convinzione della necessità che la filosofia, intesa come un idealismo panteistico, prendesse il posto della religione, i cui concetti - compreso quello di Dio - e la cui visione del mondo erano ormai inadeguati: era già l'intento a cui avrebbe dedicato tutta la sua vita. Hegel però non gli rispose. Qualche settimana dopo la laurea, Feuerbach ottenne anche la libera docenza in filosofia, tenendo lezioni in quella Università, a partire dal 1829, sulla filosofia di Cartesio e di Spinoza, sulla logica e sulla metafisica, nelle quali egli accentuava la contrapposizione tra finito e infinito, tra natura e spirito, attenuando la funzione della soluzione dialettica degli opposti, essenziale nel sistema hegeliano. La pubblicazione, avvenuta anonima nel 1830, dei suoi Gedanken über Tod und Unsterblichkeit (Pensieri sulla morte e l'immortalità), che negavano l'immortalità dell'anima individuale e affermavano che l'individuo - pura apparenza - con la morte si dissolve nell'autentica ed eterna realtà dello spirito infinito, si scontrò con il clima politico di reazione alle Rivoluzioni del 1830 dei governi tedeschi, che vedevano anche nelle espressioni di pensiero non concordanti con l'ortodossia religiosa un pericoloso attentato all'«ordine» e all'autorità: il libro venne sequestrato e, riconosciuto l'autore, Feuerbach fu costretto a interrompere il suo corso universitario.
Pubblicò ancora la Geschichte der neuern Philosophie von Bacon von Verulam bis Benedict Spinoza (Storia della filosofia moderna da Bacone a Spinoza (1833)), l'Abelardo ed Eloisa (1834), la Darstellung, Entwickelung und Kritik der Leibnitzschen Philosophie (Esposizione, sviluppo e critica della filosofia di Leibniz) nel 1837 e un saggio su Pierre Bayle nel 1838. Nell'occasione del suo breve ritorno all'insegnamento nel 1835, scrisse le Lezioni sulla storia della filosofia moderna, lasciate manoscritte; dopo alcuni vani tentativi di essere nominato professore straordinario a Erlangen, dal 1836 Feuerbach non insegnerà più.

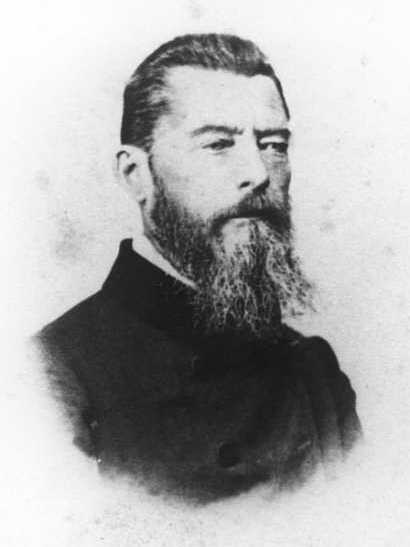
Ludwig Feuerbach

Il contenuto degli scritti di questo periodo è omogeneo: Feuerbach intende rilevare come già dal Rinascimento sia avvenuta una progressiva emancipazione della filosofia, e in generale della cultura, dalla teologia e dalla religione cristiana, sia a motivo della visione sostanzialmente negativa che queste ultime hanno della natura e dell'uomo, sia a causa del rinato interesse per lo studio della natura e dell'atteggiamento generalmente positivo nei confronti della libera attività umana. Nell'attività scientifica si realizza tra lo spirito e la natura una feconda unità, nella quale appare difficile la possibilità di una conciliazione tra la filosofia e la religione, come dimostra il fallimento della filosofia di Leibniz di giungere all'unità di ragione e fede e la contraddizione, riconosciuta dallo stesso Bayle, esistente tra i principi della ragione e i postulati della teologia, che lo portarono a proclamare la necessità della tolleranza religiosa e dell'indipendenza della morale dalla teologia.
Sposò nel 1837 la benestante Bertha Löw, comproprietaria di una piccola fabbrica di porcellane a Bruckberg (Ansbach), dove Feuerbach si ritirò nella confortevole quiete del castello di proprietà della moglie, circondato da un parco vastissimo: qui, oltre a iniziare studi di botanica, zoologia e geologia, continuò a sviluppare le sue teorie e a mantenere contatti epistolari con l'ambiente progressista germanico, in particolare collaborando agli Hallische Jahrbücher für deutsche Wissenschaft und Kunst (Annali di Halle per la scienza e l'arte tedesca), rivista della sinistra hegeliana diretta da Arnold Ruge e Theodore Echtermeyer, che propugnava la necessità di introdurre in Germania riforme liberali, liberandola dall'oppressiva alleanza di trono e altare, alla quale la corrente filosofica della destra hegeliana forniva gli strumenti di giustificazione culturale: nel 1839 Feuerbach vi pubblicò la sua Critica della filosofia hegeliana.
A causa della censura, la direzione della rivista dovette però trasferirsi nel 1840 a Dresda, in Sassonia, da dove fu costretta ancora a emigrare nel 1843 in Svizzera, assumendo il nuovo titolo di Deutsche Jahrbücher (Annali tedeschi), e poi a Parigi nel 1844, con la testata di Deutsch-Französische Jahrbücher (Annali franco-tedeschi) e la direzione affidata a Ruge e Karl Marx; tuttavia Feuerbach smise di scrivere per la rivista fin dal giugno 1843, rifiutando la proposta di collaborazione che il filosofo di Treviri gli inviò per lettera nell'ottobre dello stesso anno.
Nel 1839 nacque la prima figlia Leonore e nel 1841 la seconda, Mathilde, che vivrà però solo tre anni. Feuerbach pubblicò in quell'anno Das Wesen des Christentums (L'essenza del cristianesimo), libro che ebbe un clamoroso successo e fece di lui, per alcuni anni, non solo il leader della sinistra hegeliana, ma il punto di riferimento del movimento radicale politico tedesco. Nei due anni successivi Feuerbach, pubblicando le Vorläufige Thesen zur Reform der Philosophie (Tesi preliminari sulla riforma della filosofia, 1842) e i Grundsätze der Philosophie der Zukunft (Principi della filosofia dell'avvenire, 1843), sostenne la fine della filosofia tradizionale fondata sulla metafisica e la necessità di fondarne una che da quella prescindesse. Nel 1845 con Das Wesen der Religion (L'essenza della religione) ritornò sulle tesi della sua Essenza del cristianesimo.
Nel 1848, quando la Rivoluzione si espandeva dalla Francia alla Germania, in Austria e in Italia, partecipò al Congresso democratico di Francoforte come osservatore legato alla sinistra democratica e venne invitato dagli studenti liberali di Heidelberg a dare lezioni pubbliche, con una esortazione ingenuamente retorica ma sincera: «Nobile pensatore, tu che nei tempi dell'asservimento del sapere non tradisti mai né la ragione né la scienza, giacché prendesti sempre come criterio la realtà tu che con fatica e pazienza, tra le urla di scherno dei superbi Farisei, traesti dagli strati profondi della natura l'oro della verità, nobile spirito, è ormai giunta l'ora della tua attività. L'aurora della verità comincia a illuminare con i suoi raggi un mondo di libertà».

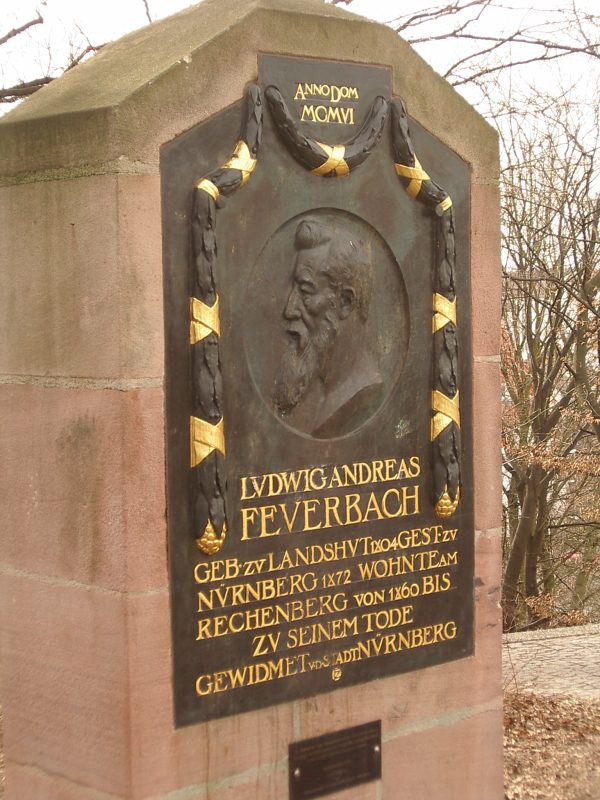
Targa commemorativa a Norimberga

Egli tenne lezione dal dicembre nel Municipio della città, avendo l'Università negato la disponibilità dei suoi locali. Quel corso fu raccolto in volume e pubblicato nel 1851 con il titolo di Vorlesungen über das Wesen der Religion (Lezioni sull'essenza della religione). Con la reazione dei sovrani e il fallimento delle prospettive di liberalizzazione delle istituzioni tedesche, Feuerbach tornò a Bruckberg nel marzo del 1849, quasi rinunciando a suoi stessi interessi filosofici e privilegiando lo studio della geologia; solo nel 1857 scrisse la Theogonie, ancora una ripresa della sua concezione della religione.
Una relazione con Johanna Kapp, figlia dell'amico filosofo Christian, provocò una burrasca familiare, mentre il fallimento della fabbrica di porcellane significò la perdita di tutte le proprietà della moglie e costrinse Feuerbach a trasferirsi con la famiglia, nel 1861, nel borgo di Rechenberg, vicino a Norimberga, in condizioni di estrema povertà. Negli anni successivi ricevette aiuti economici dagli amici e dal Partito Socialdemocratico dei Lavoratori, al quale aderì nel 1869. Dopo un primo ictus superato felicemente nel 1867, un secondo ictus subito nel 1870 lo paralizzò. Morì dopo due anni di sofferenze il 13 settembre 1872 e fu sepolto a Norimberga, avendo avuto grandiosi funerali ai quali parteciparono migliaia di operai.

## La filosofia di Feuerbach
(Ludwig Feuerbach, Essenza della religione)
All'inizio Feuerbach si colloca nel solco della filosofia hegeliana, anche se già pone l'accento su elementi che lo allontaneranno da Hegel. Così, nei "Pensieri sulla morte e l'immortalità", egli afferma con forza la connessione tra l'individualità e la sensibilità, propria di un corpo legato allo spazio e al tempo, e su questa base giunge a negare "l'immortalità" individuale. Progressivamente egli matura la convinzione che la filosofia migliore abbraccia tutti coloro che si sono impegnati nella lotta per la libertà di pensiero, da Bruno a Spinoza a Fichte, e non ha il suo compimento in Hegel (come gli hegeliani ortodossi pensavano).

### Per la critica della filosofia hegeliana
In questo scritto del 1839 egli afferma che non è possibile considerare come assoluto un singolo sistema, neppure quello hegeliano, anche riconoscendo la sua logica, universalità e ricchezza. Se questo avvenisse significherebbe arrestare il tempo e portare gli uomini a rinunciare alla libera ricerca. A questa conclusione Feuerbach perviene partendo dal presupposto hegeliano che ogni filosofia è il proprio tempo espresso in concetti, ma applicandolo alla stessa filosofia hegeliana. Se il tempo non si arresta anche la filosofia hegeliana non può che essere una filosofia particolare e determinata: anch'essa infatti non rappresenta un inizio assoluto privo di presupposti, ma è sorta in un'epoca determinata e, in quanto ne è l'espressione, anch'essa parte da presupposti legati a tale epoca.
L'epoca futura non potrà non rendersi conto di questo fatto, cosicché anche la filosofia hegeliana apparirà allora una filosofia del passato. In qualche modo l'unica filosofia che inizia senza presupposti è quella che pone totale libertà di pensiero e che è capace di mettere in dubbio anche se stessa. La filosofia, in quanto libertà che vuole costruirsi da sé e non soltanto come erede della tradizione, deve dunque procedere oltre Hegel, che non critica mai la realtà di fatto, ma si preoccupa soltanto di comprenderla nella sua razionalità e quindi giustificarla. Il compito del libero uomo pensante consiste invece nell'anticipare con la ragione gli effetti necessari e inevitabili del tempo. Attraverso la negazione del presente si costituisce la forza per creare qualcosa di nuovo. «Io alla religione ho dedicato tutta la mia vita» dirà Feuerbach; partendo dalla riflessione sul cristianesimo, Feuerbach giunge a comprendere che la filosofia di Hegel è in realtà teologia filosofica. In particolare Feuerbach critica le categorie fondamentali della "Scienza della logica" di Hegel: essere, nulla e (di)venire. Proprio il passaggio dialettico da essere a nulla è criticato, perché, in questo passaggio, Hegel conferisce al nulla una consistenza, un significato ontologico, mentre in realtà è solo la negazione di essere e non ha alcuna consistenza.

### Essenza del cristianesimo
Con L’essenza del cristianesimo, opera principale del corpus feuerbachiano, viene posta la distinzione fondamentale tra l’essenza vera (antropologica) e quella falsa (teologica) della religione. L'oggetto religioso, a differenza di un oggetto naturale, non esiste al di fuori dell’uomo – è in lui –, per cui la coscienza e la conoscenza di Dio sono una forma indiretta di autocoscienza dell’uomo. Nella religione cristiana, in particolare, l’uomo si rapporta unicamente a se stesso e alla propria essenza, che diventa altra, viene adorata come fosse distinta, separata – fattualmente il frutto di una proiezione – e infine riaccolta sotto forma di predicati e attributi di Dio. Questi rimangono tuttavia determinazioni umane, antropomorfismi, a cui l’intelletto toglie limitazioni, finitezza, ovvero quella realtà umana che ne caratterizza il soggetto.
Ogni elemento a indizio e a fondazione della personalità di Dio – come la separazione tra buono e non-buono, tra giusto e non-giusto, tra l’uomo e il resto del creato – impedisce di concepirlo secondo natura, proprio perché «la personalità di Dio è la personalità dell’uomo liberata da tutte le determinazioni e limitazioni della natura». Se l’essenza del dio panteistico è l’essenza della natura, allora l’essenza di un dio personale, che giudica, discerne, patisce, che fa dei suoi sentimenti la misura di ciò che deve essere, ed è distinto dal mondo, è l’essenza soggettiva di chi lo concepisce come tale. La personalità è infatti ciò che permette all'essenza di Dio di essere al contempo altra e unita a quella dell’uomo, perché in essa «si assommano tutte le gioie della fantasia e tutti i patimenti dell’animo», ovvero l’anelito alla potenza illimitata nel disporre della natura e gli umani, terreni bisogni del cuore.
Il cristianesimo è dunque la religione dell’uomo soggettivizzato, alienato dalla natura e che per questo ha necessità di credere nel miracolo, nella resurrezione, nell'aldilà, nella nascita sovrannaturale e in Dio fattosi uomo, al fine di rimuovere gli ostacoli all'esaudimento dei desideri del cuore. La peculiare convergenza tra fantasia e animo è ciò che lo distingue dal paganesimo in cui il mondo, la natura, il genere – contrapposto al singolo individuo – non erano mai oltrepassabili.
Un rapporto tra essenza divina ed essenza umana sottratto alla verifica sensibile permette mistificazioni e illusioni; l’intellettualizzazione della loro separazione a partire da un'unità originaria – al fine di nasconderla con un approccio non più primitivo come quello tipico del paganesimo – è il segreto della teologia cristiana. Con essa persino l’amore – «legge universale dell'intelligenza e della natura» – non basta più a se stesso e rischia di diventare particolaristico e malfido in quanto subordinato alla fede.

### Tesi provvisorie per la riforma della filosofia, Princìpi della filosofia dell'avvenire
La filosofia speculativa, giunta alla sua realizzazione con Hegel, identifica la ragione con Dio, a differenza della teologia comune per la quale quest’ultimo è un’essenza lontana, autonoma e differente dalla ragione soggettiva dell’uomo. I predicati dell’essenza divina divengono perciò quelli della filosofia stessa. Essa ha infatti progressivamente risolto la teologia superando (aufgehoben) le negazioni di certi attributi di Dio («l’essenza divina distinta e separata dalla sensibilità, dal mondo e dall’uomo») ad opera dell’empirismo, del panteismo e dell’idealismo di Fichte. Il risultato rimane tuttavia il prodotto di un’operazione di pensiero, una divinizzazione dell’intelletto che non elimina la contraddizione tra pensare ed essere, se si considera quest’ultimo come inseparabile dalle cose e mai concepibile senza determinazione alcuna. Occorre infatti la sensibilità – che prima era presupposta inconsapevolmente come indipendente dal pensiero – per poter confermare quest’ultimo e considerare l’essere solo «nel modo in cui esso è per noi», distinguendolo quindi dal pensiero astratto.
Le Tesi provvisorie per la riforma della filosofia e i Principi [o Fondamenti] della filosofia dell’avvenire costituiscono il tentativo di reintrodurre la centralità della sensibilità nella filosofia, risolvendo compiutamente la teologia nell’antropologia. Dolore, gioia e amore – ad esempio – sono segnali sensibili di ciò che differenzia soggetto e oggetto, ciò che «indica che quello che è nella rappresentazione non è, invece, nella realtà effettiva». Il pensare, in questo modo, può avere effettivo riferimento nell’uomo e negli oggetti che gli uomini possono insieme riconoscere, dato che l’essenza dell’uomo sta solo nel rapporto tra gli uomini.

### Essenza della religione
L'uomo, all'interno della sfera religiosa, si rapporta sempre e unicamente a se stesso e ai propri desideri. L'immagine di Dio riflette quella dell'uomo, e il modo in cui avviene tale specchiamento dipende strettamente dai sentimenti che l'uomo prova. Il senso innato di dipendenza nei confronti della natura è presupposto necessario e oggetto originario della religione; produce la credenza nella divinità delle cose e della natura, rendendole coincidenti o propizie rispetto agli scopi umani. Una volta che, tuttavia, l'uomo si pone al di sopra della natura e si fa reggitore di essa superando quel senso di dipendenza grazie ai benefici del progresso e dell'unione in comunità, il suo dio diviene invisibile e soprannaturale. La natura non gli appare più, di conseguenza, come divina e animata, bensì è l'essenza umana ad essere elevata, perciò divinizzata e venerata, in quanto appare come soprannaturale; per questo «il paganesimo venera le qualità, il cristianesimo l'essenza dell'uomo». Questo stadio della religiosità – teistico o antropologico – è caratterizzato dalla rimozione dalla divinità di ogni vincolo naturale, proprio come conseguenza del desiderio dell'uomo di superare ogni limite umano e naturale. «Dio fa miracoli, ma su preghiera dell'uomo, [...] sempre, però, secondo le sue intenzioni, d'accordo con i desideri umani più intimi e riposti». L'essenza della religione non è, in conclusione, un mero antropomorfismo, ma l'evoluzione e la trasfigurazione dei desideri e dei bisogni umani attraverso l'immagine di Dio.

### Teogonia
La fede è originata dal bisogno, quindi dai limiti dell'essere umano, e dal desiderio che, a differenza della volontà, è tale in quanto non possiede i mezzi per raggiungere immediatamente il proprio oggetto. Di conseguenza, si ha fede in vista della realizzazione di ciò a cui si aspira, e se il desiderio fondamentale dell'uomo è quello di eliminare gli ostacoli alla propria volontà e il dolore che ad essa si accompagna – e ciò è impossibile –, allora la sua fede diviene quella nei confronti di un dio onnipotente. «Se l'uomo potesse ciò che vuole allora mai e poi mai crederebbe ad un dio, per la semplice ragione che egli stesso sarebbe dio». Dio è quindi il risultato di una trasformazione del desiderio, l'ottativo del cuore che si fa indicativo e presente felice solo col concorso del divino. In particolare, le osservazioni linguistiche di Feuerbach sui poemi omerici e i testi sacri dell'ebraismo mostrano la stretta connessione tra gli dei e la funzione di esaudire desideri umani e tra il desiderio e la loro manifestazione originaria. Il desiderio è teogonico quando «non si limita al sentimento paziente di una mancanza ma vuole piuttosto vederla rimossa ed effettivamente la rimuove nel pensiero», per cui «assieme al desiderio si dà anche la rappresentazione di una divinità, nello stesso modo in cui assieme al sentimento impaziente della miseria della povertà, si dà anche la rappresentazione della beata condizione della ricchezza». Ciò non toglie, tuttavia, che pur a fronte della onnipotenza divina la condizione umana rimanga preda dei bisogni e del contrasto tra potere e volere. Questo è il motivo per cui al paganesimo – ancora troppo vincolato ai fenomeni naturali e limitato nel propria potenza teogonica – si è sostituito il cristianesimo con la prospettiva di una nuova vita ultraterrena all'insegna della beatitudine e dell'immortalità. Il fondamento della morale cristiana, lungi dall'essere disinteressato, risiede perciò nell'amor di sé e della propria vita, che origina la negazione della morte e l'affermazione della vita eterna.

### La scienza naturale e la rivoluzione, Il mistero del sacrificio, ovvero l'uomo è ciò che mangia
Se la scienza ci ha edotti rispetto a ciò che realmente siamo, ovvero insieme di sostanze assimilate, senza che alcuna di queste sia in noi senza esserlo anche al di fuori (ossigeno, azoto, carbonio ecc...), il nutrimento si svela come inizio dell'esistenza e il cibo come nesso tra anima e corpo ed inizio del sapere. «L'uomo è ciò che mangia» è il motto che riassume il rapporto tra cibo ed essenza: «tale è il cibo, tale l'essenza, e come è l'essenza così è il cibo. Ciascuno mangia solo ciò che si addice alla sua individualità o natura». Conseguentemente, prerogativa degli dei era il nutrirsi di ambrosia, cibo immortale; tuttavia, con l'atto del sacrificio si svela l'unità essenziale tra il dio e l'uomo. Nutrire il dio e banchettare con ciò che lo allieta significa, prima ancora di consacrarlo e propiziarlo, renderlo presente attraverso ciò che lo accomuna all'uomo - il godimento del cibo, ovvero l'attributo positivo dell'atto del nutrirsi.

## Influenza
Secondo il sociologo Peter Stiegnitz, maestro massone e  per vari anni a capo del Rito di york, pur non essendo stato iniziato in Massoneria, Feuerbach fu un «massone senza grembiule» (Bruder ohne Schurz) per il rifiuto della religione istituzionale e dogmatica, e per la separazione del Cristianesimo dal Gesù descritto da Paolo di Tarso.

## Opere

### Opere principali
- Das Wesen des Christentums (Essenza del cristianesimo), Lipsia 1841; II ed. 1843; III ed. 1848; IV ed. 1849; V ed. 1883
- Grundsätze der Philosophie der Zukunft (Principi della filosofia dell'avvenire), Zürich und Winterthur, 1843
- Das Wesen der Religion (Essenza della religione), Lipsia 1846
- Theogonie, nach den Quellen des classischen hebräischen und christlichen Althertums (Teogonia secondo le fonti dell'antichità classica, ebraica e cristiana), Lipsia 1857

### Opere minori
- Gedanken über Tod und Unsterblichkeit aus den Papieren eines Denkers: nebst einem Anhang theologisch-satyrischer Xenien, Norimberga 1830; III ed., Lipsia 1876
- Abälard und Heloise, Ansbach 1834; III ed., Lipsia 1877
- (DE) Geschichte der neueren Philosophie von Bacon von Verulam bis Benedict Spinoza, Ansbach, C. Brügel, 1833. URL consultato il 5 febbraio 2012.
- Darstellung der Geschichte der neuern Philosophie, Ansbach 1833-1837, 2 volumi.
- Kritiken auf dem Gebiet der Philosophie, Ansbach 1835
- Pierre Bayle nach seinen für die Geschichte der Philosophie und der Menschheit interessantesten Momenten, Ansbach 1838
- Über Philosophie und Christentum, Ansbach 1839
- Zur Kritik der Hegelschen Philosophie (Per la critica della filosofia hegeliana), 1839
- Das Wesen des Glaubens im Sinne Luthers, Lipsia 1844, II ed. 1855
- Über das «Wesen des Christentums» in Beziehung auf den «Einzigen und sein Eigentum», 1845; II versione, 1846
- Vorlesungen über das Wesen der Religion, Lipsia 1851
- Gottheit, Freiheit und Unsterblichkeit vom Standpunkt der Anthropologie, Lipsia 1866
- Le opere complete di Feuerbach sono apparse in 10 volumi, a Lipsia tra il 1846 e 1866.
  - Volume 1, 1846. Gallica; NYPL.
  - Volume 2, 1846. Gallica.
  - Volume 3, 1847. Gallica; NYPL. 1876, Oxford.
  - Volume 4, 1847. Gallica; Oxford.
  - Volume 5, 1848. Gallica; NYPL.
  - Volume 6, 1848. Gallica; NYPL.
  - Volume 7, 1849. Gallica; Oxford.
  - Volume 8, 1851. Gallica; NYPL.
  - Volume 9, 1857. Gallica; NYPL.
  - Volume 10, 1866. Gallica; NYPL.
- La sua corrispondenza - Ludwig Feuerbach in seinem Briefwechsel und Nachlass sowie in seiner philosophischen Charakterentwicklung - è stata pubblicata da Karl Grün a Lipsia nel 1874.

### Traduzioni italiane
- Essenza del Cristianesimo
  -  L'essenza del Cristianesimo, 2 voll., traduzione di Camilla Cometti, a cura di Antonio Banfi, Collana Universale Economica nn.8-83, Milano, Feltrinelli, 1949-1950.
  -  L'essenza del Cristianesimo, a cura di Cornelio Fabro, Japadre, 1977.
  -  L'essenza del Cristianesimo, a cura di Francesco Tomasoni, Roma-Bari, Laterza, 1994. - Classici del Pensiero, Milano, Mondadori, 2009 [traduzione condotta sulla I edizione]
  -  L'essenza del Cristianesimo, a cura di Fabio Bazzani, Firenze, Ponte alle Grazie, 1994. - Milano, Fabbri Editori, 1996-1999 [traduzione condotta sull'edizione definitiva del 1849]
- La morte e l'immortalità, Lanciano, Carabba, 1916.
- Principi della filosofia dell'avvenire
  -  Principi della filosofia dell'avvenire, a cura di Norberto Bobbio, Torino, Einaudi, 1946.
  -  Fondamenti della filosofia dell'avvenire, a cura di Edoardo Schinco, Firenze, Clinamen, 2016.
- Essenza della religione
  -  L'essenza della religione, A cura di Anna Marietti Solmi, Collana NUE n.129, Torino, Einaudi, 1972. - Collana Conoscenza religiosa n.45, Milano, SE, 2010.
  -  Essenza della religione, a cura di Carlo Ascheri e Carlo Cesa, Collana Universale n.600, Bari, Laterza, 1981.
  -  L'essenza della religione, a cura di Ferruccio Andolfi, Roma, Newton Compton, 1994.
  -  L'essenza della religione, traduzione di C. Kolbe, Massa, Edizioni Clandestine, 2016.
- Spiritualismo e Materialismo, Bari, Laterza, I ed. 1972.
- Scritti filosofici, Bari, Laterza, 1976.
- Filosofia e cristianesimo. L'essenza della fede secondo Lutero, LAS, 1981.
- La morte e l'immortalità, Casa del libro, 1991.
- Etica e Felicità, Guerini e associati, 1992.
- Rime sulla morte, Milano, Mimesis, 1993.
- La filosofia dell'avvenire, Bari, Laterza, 1994.
- Versi sulla morte, Fahrenheit 451, 1995.
- Pensieri sulla morte e sull'immortalità, Editori riuniti, 1997.
- L'immortalità, Milano, Mimesis, 2000.
- Abelardo e Eloisa, Clinamen, 2006.
- Pierre Bayle, Napoli, La città del sole, 2008.
- Teogonia secondo le fonti dell'antichità classica, ebraica e cristiana, a cura di Andrea Cardillo, Roma-Bari, Laterza, 2010.
- Critica dell'«Anti-Hegel», a cura di D. Dell'Ombra, trad. di A. Seiffarth e S. Micheletti, Villaggio Maori Edizioni, 2015.
- L'uomo è ciò che mangia, a cura di A. Tagliapietra, trad. di E. Tetamo, Torino, Bollati Boringhieri, 2017.